# Mandach
Mandach és un municipi del cantó d'Argòvia (Suïssa), situat al districte de Brugg. El 2023 tenia 346 habitants.